# Ann Curtis
Ann Elisabeth Curtis (født 6. marts 1926 i San Francisco, Californien, død 26. juni 2012 i San Rafael, Californien) var en amerikansk svømmer, som deltog i de olympiske lege 1948 i London.

## Svømmekarriere
Curtis lærte at svømme af nonner ved sin skole i Santa Rosa, og senere kom hun på University of California, Berkeley, hvor de dog ikke havde noget svømmehold for kvinder, så Curtis tog dagligt til Treasure Island i San Francisos havn for at træne. Hun blev så god, at hun vandt i alt 34 amerikanske amatørmesterskaber i svømning, heraf otte i stafetkonkurrencer. Hun satte dertil to verdensrekorder, henholdsvis i 880 yards fri i 1944 og i 440 yards fri på kortbane i 1947. Hun var en særdeles kendt sportskvinde i sin tid og i 1944 den første, der vandt den prestigefyldte James E. Sullivan-pris.
Ved OL 1948 deltog hun i tre discipliner. I 100 m fri vandt hun sit indledende heat snært foran danske Greta Andersen og sin semifinale ganske klart, inden hun i finalen igen kom i en tæt duel med Andersen, der dog denne gang trak det længste strå og vandt med 0,2 sekunder, mens Curtis fik sølv og nederlandske Marie-Louise Vaessen bronze. I 4 × 100 m fri svømmede hun sammen med Thelma Kalama, Brenda Helser og Marie Corridon. I indledende heat blev amerikanerne nummer to efter Danmark, der sammen med Nederland var favoritter. I finalen var det da også disse to nationer, der kæmpede om at føre på de første tre ture, men Curtis på sidsteturen fik efterhånden indhentet Nederland med 15 m tilbage, og med en solid spurt fik hun akkurat slået Fritze Nathansen, så amerikanerne vandt guld i olympisk rekordtid på 4.29,2 minutter, 0,4 sekund foran Danmark på andenpladsen, mens Nederland fik bronze. I 400 m fri var Curtis regnet til at være stærkere end på 100 m, men hun måtte i indledende heat se sig besejret af danske Karen Margrethe Harup, inden hun vandt sin semifinale, mens Harup satte olympisk rekord i den anden semifinale. I finalen var det Curtis, der sikrede sig guldet, da hun på de sidste 100 m trak klart fra de øvrige deltagere, mens Harup fik sølv og britiske Cathie Gibson bronze. Med sine tre medaljer var Curtis den mest succesrige kvindelige svømmer ved legene.
Curtis blev indlemmet i svømningens Hall of Fame i 1966.

## Videre karriere
Curtis giftede sig med sin kæreste fra college, basketballspilleren Gordin Cuneo, og parret bosatte sig i San Rafael, hvor hun oprettede en svømmeskole.

## OL-medaljer
- 1948:  Guld i 400 meter fri
- 1948:  Guld i 4 x 100 meter fri (USA)
- 1948:  Sølv i 100 meter fri